# Струсто
Струсто (біл. Струста) — озеро в Вітебській області, третє за площею в Браславській групі, розташовується за 4 км північніше міста Браслав.

## Опис

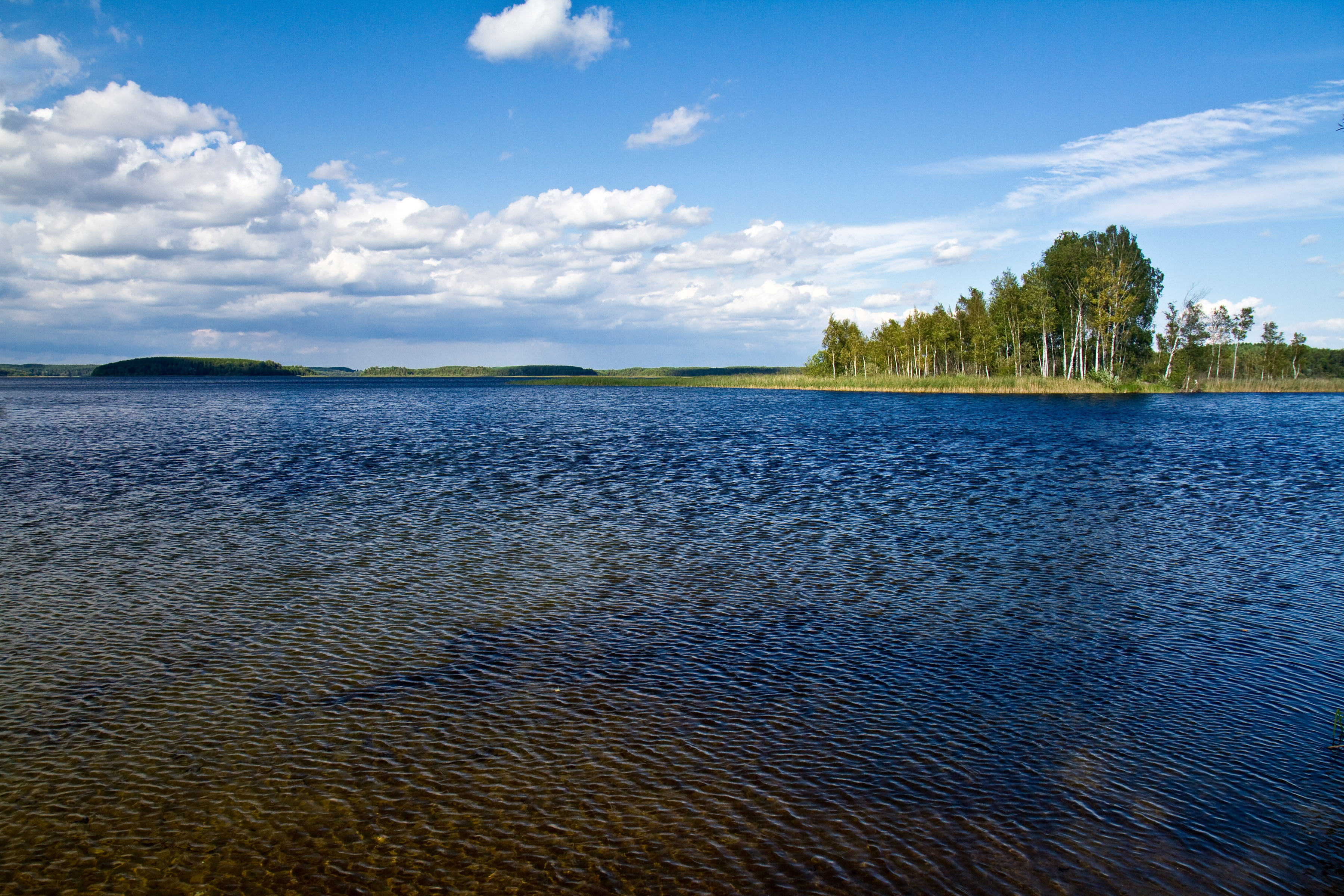
Один із островів на озері Струсто

Улоговина озера складного типу. Надводні схили невисокі, пологі, лише в північній частині починають підніматися. Берегова лінія довжиною 27,8 км утворює безліч заток і бухт. Береги здебільшого піщані і піщано-галькові, місцями заболочені.
- Площа озера 13 км².
- Найбільша глибина 23 м.
- Довжина 6,4 км.
- Найбільша ширина 4,2 км.

На озері є сім островів. Найбільші з них — Чайчін, Шова, Єленя, о-ви Березовки. Острів Шова цікавий тим, що його схили піднімаються на 20-25 м над водою, а на самій вершині острова є 2 крихітних озерця з дуже чистою водою.
Живлення озера забезпечується невеликими струмками і протоками з сусідніх озер — Снуди (найбільш велика), Болойсо, Єльно. Стік йде по протоці в озеро Войсо. Таким чином, озеро Струсто є добре проточною водоймою.

## Рослинний світ
По берегах озера зустрічаються зарості очерета. У південній та східній частинах ширина цих заростей досягає 150—200 м(за площею). Підводні рослини виростають до глибини 7 м. Рослин з плаваючим листям мало, найбільш велике скупчення — затока біля острова Шова.

## Тваринний світ
В озері відзначений реліктовий рачок Pontoporea affinis.
По складу іхтіофауни озеро відноситься до сигово-сніткова. Відзначено 22 види риб, найбільш звичайні ряпушка, сиг, плотва, язь, лин, рідше зустрічаються лящ і вугор. Озеро періодично зариблюють, здійснюється промисловий вилов риби.

## Екологія
Основною проблемою озера є зниження рівня води, що призвело до утворення заплавних ділянок навколо островів і на південно-західному березі. Озеро Струсто є важливим туристичним об'єктом Браславських озер. Слід зазначити, що риболовля на озері платна — путівки купуються в дирекції нацпарку «Браславські озера».

## Галерея

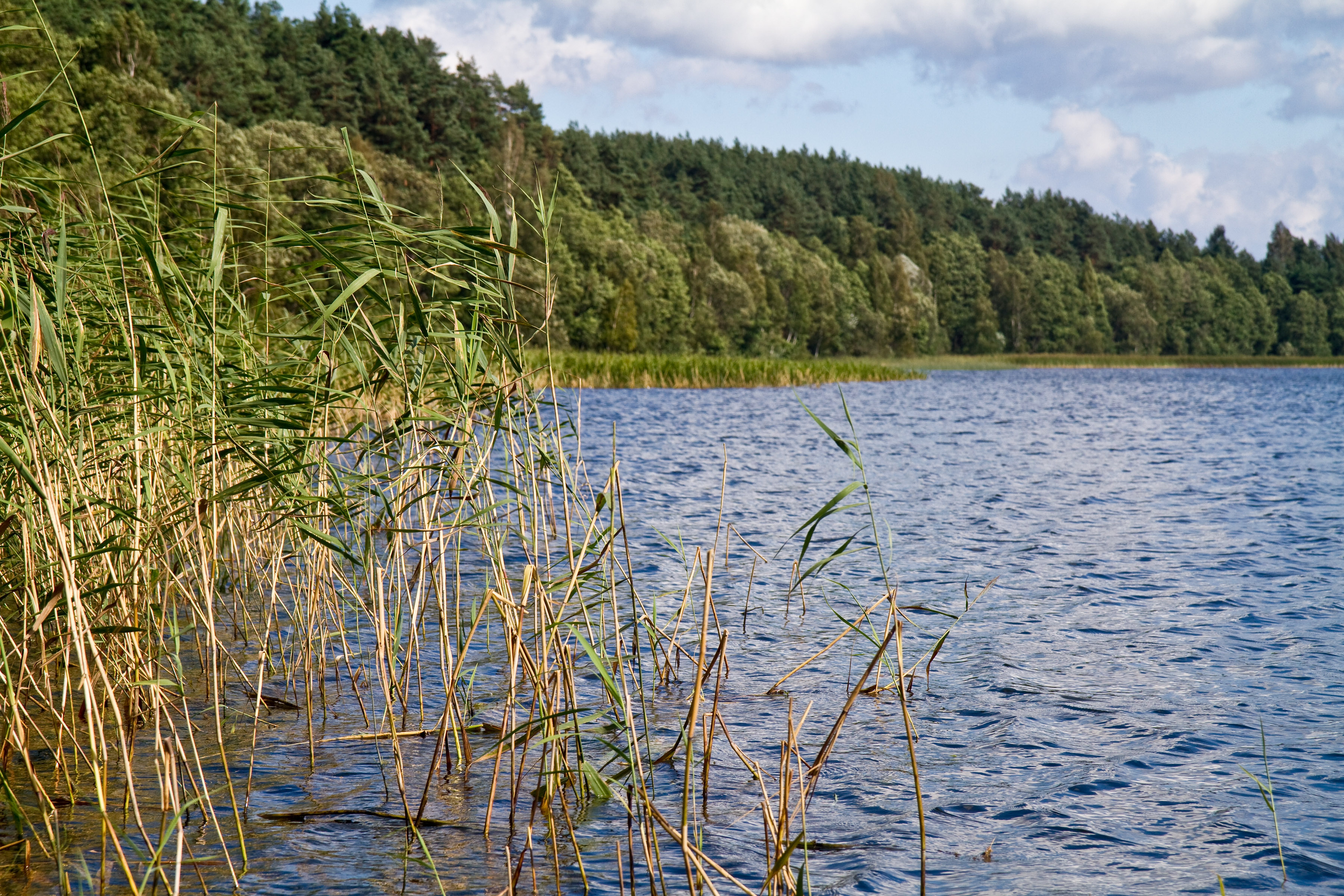
Береги озера Струсто
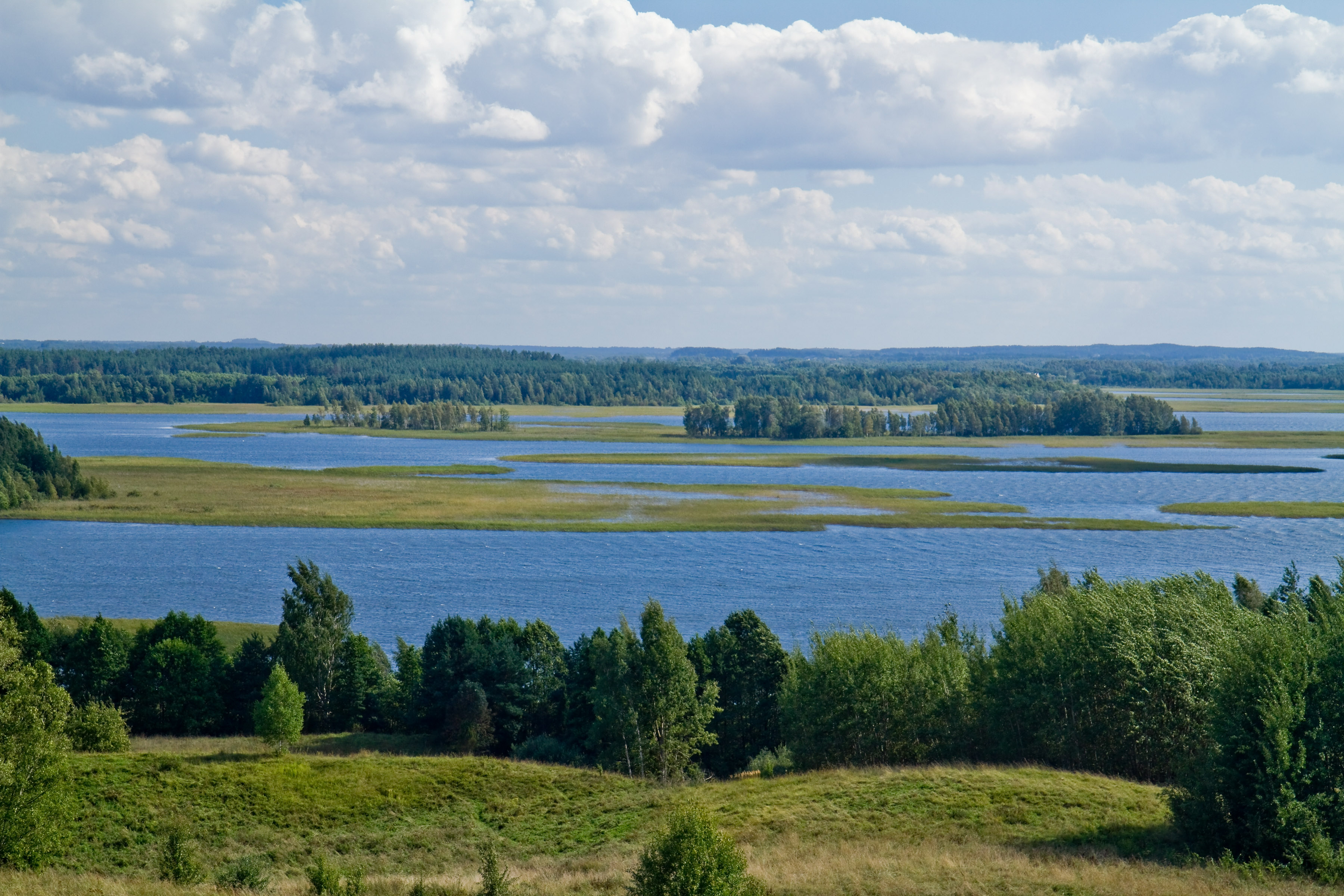
Острови на озері
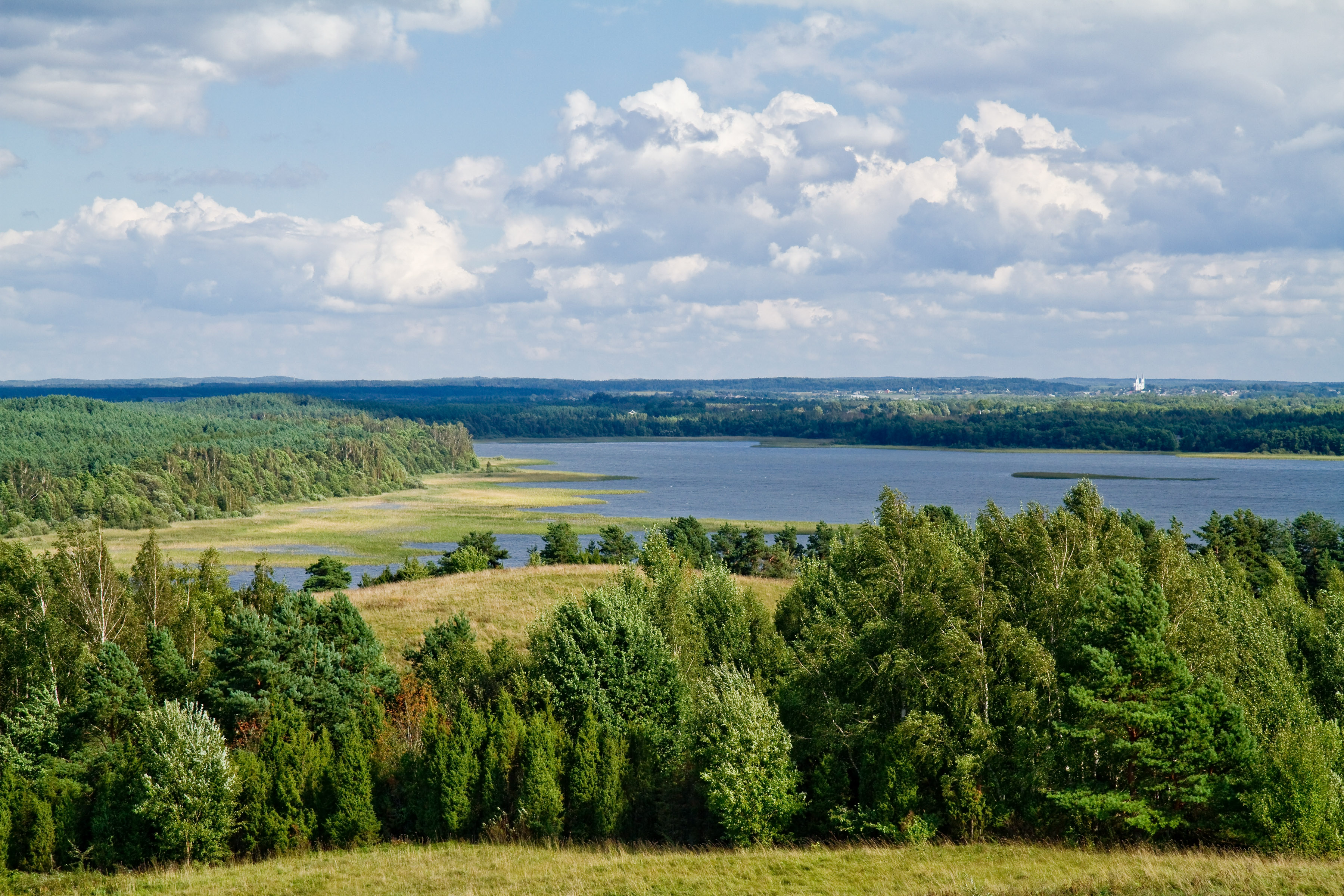
Вид на озеро з гори Маяк